# Luka Šamanić
Luka Šamanić (Zagreb, 9 de janeiro de 2000) é um croata jogador profissional de basquete do New York Knicks da National Basketball Association (NBA).
Ele foi selecionado pelo San Antonio Spurs como a 19º escolha geral no Draft da NBA de 2019.
Nascido em Zagreb, Šamanić começou a carreira juvenil no clube de basquete homônimo. Em 2016, aos 16 anos, mudou-se para o Barcelona, onde se juntou à equipe reserva do FC Barcelona na Segunda Divisão Espanhola. Ele ainda jogou no Petrol Olimpija antes de ir para o Draft da NBA.

## Primeiros anos
Šamanić nasceu em Zagreb, Croácia. Seu pai, Marko Šamanić, jogou basquete profissionalmente por 19 anos, inclusive na EuroLeague, com o clube esloveno Krka. Devido à carreira de seu pai, Šamanić viveu em vários países em sua infância. Quando tinha nove meses, mudou-se para a Bélgica e mais tarde morou na Eslovénia e na Alemanha.
Šamanić cresceu praticando uma variedade de esportes, incluindo futebol, handebole tênis, e também se envolveu no breakdance. Ele não jogou basquete, o último esporte que tentou, até os 11 anos. Ele credita sua experiência no futebol por melhorar sua coordenação como jogador de basquete.

## Carreira juvenil

### KK Zagreb
Šamanić iniciou a sua carreira no basquete nas divisões de base do KK Zagreb. Ele registrou 29 pontos, 10 rebotes, 4 roubos de bola e 3 bloqueios em uma vitória sobre o Šanac Karlovac. Em 16 de novembro, ele registrou 43 pontos, 8 rebotes e 7 roubos de bola em uma vitória sobre Samobor por 160-21.
Em 3 de janeiro de 2016, Šamanić liderou sua equipe ao titulo de um torneio juvenil na Itália contra o Virtus Roma no qual ele ganhou o prêmio de MVP. Em 29 de maio, ele foi nomeado MVP do Campeonato Croata Junior depois de seu duplo-duplo de 16 pontos e 11 rebotes contra o Cibona. Em junho, ele participou da Adidas EuroCamp, um acampamento para as perspectivas internacionais da NBA realizados em Treviso, Itália.

### Barcelona
Em 14 de junho de 2016, Šamanić assinou um contrato amador de 2 anos com o clube espanhol FC Barcelona, ingressando inicialmente nas categorias de base. Em 22 de dezembro, ele venceu uma competição de enterradas em um torneio juvenil em Tenerife.
Em janeiro de 2017, Šamanić jogou com a equipe júnior do Barcelona nas qualificatórias para o Torneio Adidas Next Generation de 2016–17 sendo um ano mais jovem do que a maioria de seus oponentes em ambos os eventos. Em seu primeiro jogo nas eliminatórias, ele registrou 11 pontos e 5 rebotes na vitória por 79-56 sobre o Olimpija. No torneio final em maio, Šamanić teve médias de 8,7 pontos, 6 rebotes e 0,7 assistências em 3 jogos, ganhando o Troféu de Estrela Ascendente. Mais tarde naquele mês, ele ganhou o Torneio de Enterradas na EuroLeague FanZone, um evento no Final Four da EuroLeague de 2017.
Em agosto de 2017, Šamanić estava chamando a atenção de vários programas da Divisão I da NCAA, incluindo Flórida, Gonzaga, Purdue e Stanford. Na temporada de 2017-18 com a equipe júnior do Barcelona, ele assumiu um papel maior depois que muitos de seus principais jogadores o deixaram. Em janeiro de 2018, Šamanić juntou-se ao Barcelona nas qualificatórias para o Torneio Adidas Next Generation de 2017–18. Ele registrou 27 pontos, 16 rebotes e 3 bloqueios quando sua equipe perdeu para o Joventut Badalona na final do campeonato. Ainda assim, Šamanić foi nomeado o MVP do torneio com médias de 23,2 pontos, 14,8 rebotes, 3 assistências e 2,8 bloqueios em 4 jogos.

## Carreira profissional

### FC Barcelona B (2017–2018)
Na temporada de 2017–18, Šamanić competiu pelo FC Barcelona B — a equipe reserva do FC Barcelona — na LEB Oro, a Segunda Divisão Espanhola. Ele estreou em 1 de outubro de 2017, em uma vitória por 76-69 sobre Força Lleida, jogando apenas 4 minutos. Šamanić se destacou em seu próximo jogo contra o Cáceres, marcando 10 pontos em 20 minutos. Em 4 de novembro de 2017, ele marcou 11 pontos em 19 minutos contra Araberri. Na partida seguinte, Šamanić registrou 10 pontos e 8 rebotes na vitória sobre Peñas Huesca. Ele marcou 17 pontos, a maior marca da temporada, em 9 de fevereiro de 2018, levando seu time a vitória sobre o Palencia.
Em 22 jogos no campeonato, Šamanić teve médias de 5,1 pontos, 2 rebotes e 0,7 assistências em 12,7 minutos.
Em fevereiro de 2018, ele participou de um acampamento do Basquete Sem Fronteiras em Los Angeles, juntando-se a vários outros candidatos internacionais ao Draft da NBA.

### Olimpija (2018–2019)
Em 31 de maio de 2018, Šamanić assinou um contrato profissional com o Petrol Olimpija da Liga Eslovena e da Liga ABA. Ele ingressou no Olimpija depois de não ter chegado a um acordo com o clube croata Zadar.
Em 21 de setembro, Šamanić estreou pelo Olimpija em uma derrota por 86-60 para o Crvena Zvezda na Supertaça da Liga ABA de 2018. Ele registrou 2 pontos e 3 rebotes em 19 minutos. Em 7 de maio de 2019, ele registrou 22 pontos e 11 rebotes na vitória de 85-73 sobre Šenčur na Liga Eslovena.
No final de junho de 2019, Petrol Olimpija anunciou a saída de Šamanić.

### San Antonio Spurs (2019–2021)
Em 20 de abril de 2019, Šamanić declarou sua entrada no Draft da NBA de 2019. Ele se tornou um dos 58 candidatos internacionais a declarar sua entrada naquele ano. Ele mais tarde entrou no Draft Combine como um dos 77 participantes no total.
Em 20 de junho de 2019, Šamanić foi selecionado pelo San Antonio Spurs como a 19ª escolha do draft de 2019. Em 1 de julho de 2019, Šamanić assinou oficialmente um contrato de 4 anos e 13 milhões com os Spurs. Em 30 de outubro de 2019, Šamanić recebeu sua primeira designação para o Austin Spurs, a equipe afiliada do San Antonio Spurs na NBA G League.
Em 13 de agosto de 2020, ele registrou 16 pontos e 6 rebotes na derrota por 112–118 para o Utah Jazz, em seu primeiro jogo da NBA como titular.
Em 11 de outubro de 2021, os Spurs dispensaram Šamanić como parte dos cortes finais no elenco antes da temporada de 2021–22.

### New York Knicks (2021–Presente)
Em 16 de outubro de 2021, Šamanić assinou um contrato bidirecional com o New York Knicks.

## Estatísticas da carreira

### NBA

#### Temporada regular
| Ano      | Equipe      | PJ | PT | MPJ  | AP   | 3P   | LL   | RT  | AS  | BR | TO | PPJ |
| -------- | ----------- | -- | -- | ---- | ---- | ---- | ---- | --- | --- | -- | -- | --- |
| 2019–20  | San Antonio | 3  | 1  | 16.0 | .313 | .375 | .750 | 3.3 | 2.0 | .0 | .7 | 5.3 |
| 2020–21  | San Antonio | 33 | 4  | 9.3  | .448 | .279 | .552 | 2.1 | .5  | .2 | .2 | 3.7 |
| Carreira | Carreira    | 36 | 5  | 12.6 | .380 | .327 | .651 | 2.7 | 1.2 | .1 | .4 | 4.5 |

### G-League
| Ano      | Equipe   | PJ | PT | MPJ  | AP   | 3P   | LL   | RT   | AS  | BR | TO | PPJ  |
| -------- | -------- | -- | -- | ---- | ---- | ---- | ---- | ---- | --- | -- | -- | ---- |
| 2019-20  | Austin   | 33 | 32 | 28.5 | .431 | .307 | .771 | 7.8  | 1.4 | .7 | .8 | 15.2 |
| 2020-21  | Austin   | 6  | 6  | 32.7 | .441 | .297 | .714 | 11.3 | 2.2 | .2 | .2 | 21.8 |
| Carreira | Carreira | 39 | 38 | 30.6 | .436 | .302 | .742 | 9.5  | 1.8 | .4 | .5 | 19.5 |

Fonte:

## Carreira na seleção nacional
Šamanić representa a Croácia nas competições da FIBA.
Ele fez sua estreia na seleção nacional no EuroBasket Sub-16 de 2016 em Radom, Polônia. Em 16 de agosto de 2016, Šamanić registrou 17 pontos, 15 rebotes, 5 assistências e 9 bloqueios na vitória por 74–67 sobre a Suécia. Em seu último jogo no torneio, ele registrou 24 pontos e 12 rebotes na derrota para a Turquia. Com a Croácia terminando em quarto lugar, Šamanić teve médias de 17,7 pontos, 10,4 rebotes e 2,9 bloqueios e foi incluído no time ideal do torneio.
Em 2017, ele jogou na Divisão B do EuroBasket Sub-18 em Tallinn, Estônia. Šamanić levou a Croácia à medalha de ouro depois de registrar 21 pontos, 8 rebotes, 4 roubos de bola e 3 bloqueios em uma vitória na prorrogação sobre a Grã-Bretanha. Ele foi nomeado o MVP do torneio e foi nomeado para o time ideal após médias de 13,3 pontos, 7,3 rebotes, 1,8 roubos de bola e 1,6 bloqueios.
Šamanić participou do EuroBasket Sub-18 de 2018 na Letônia. Em 3 de agosto de 2018, ele registrou 29 pontos, 10 rebotes e 4 bloqueios na vitória sobre a Ucrânia. Apesar de Šamanić ter obtido médias de 17 pontos, 7,7 rebotes e 1,8 bloqueios no torneio, a Croácia terminou em 11º lugar.

## Vida pessoal
Além do croata, Šamanić fala inglês e espanhol. Fora da quadra de basquete, ele gosta de jogar futebol e tênis de mesa.

Ele admira o ex-jogador de basquete croata, Toni Kukoč, e o jogador de basquete americano, Kevin Durant.